# Safia meroleuca
Safia meroleuca là một loài bướm đêm trong họ Noctuidae.